# Die Parade der Zinnsoldaten

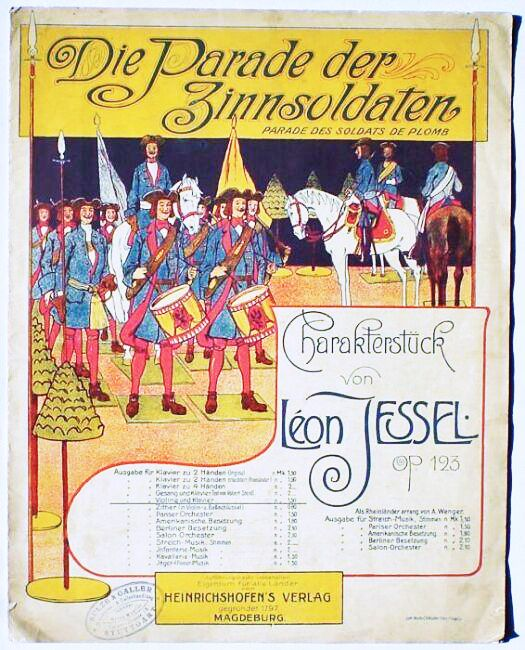
Notendeckblatt 1905

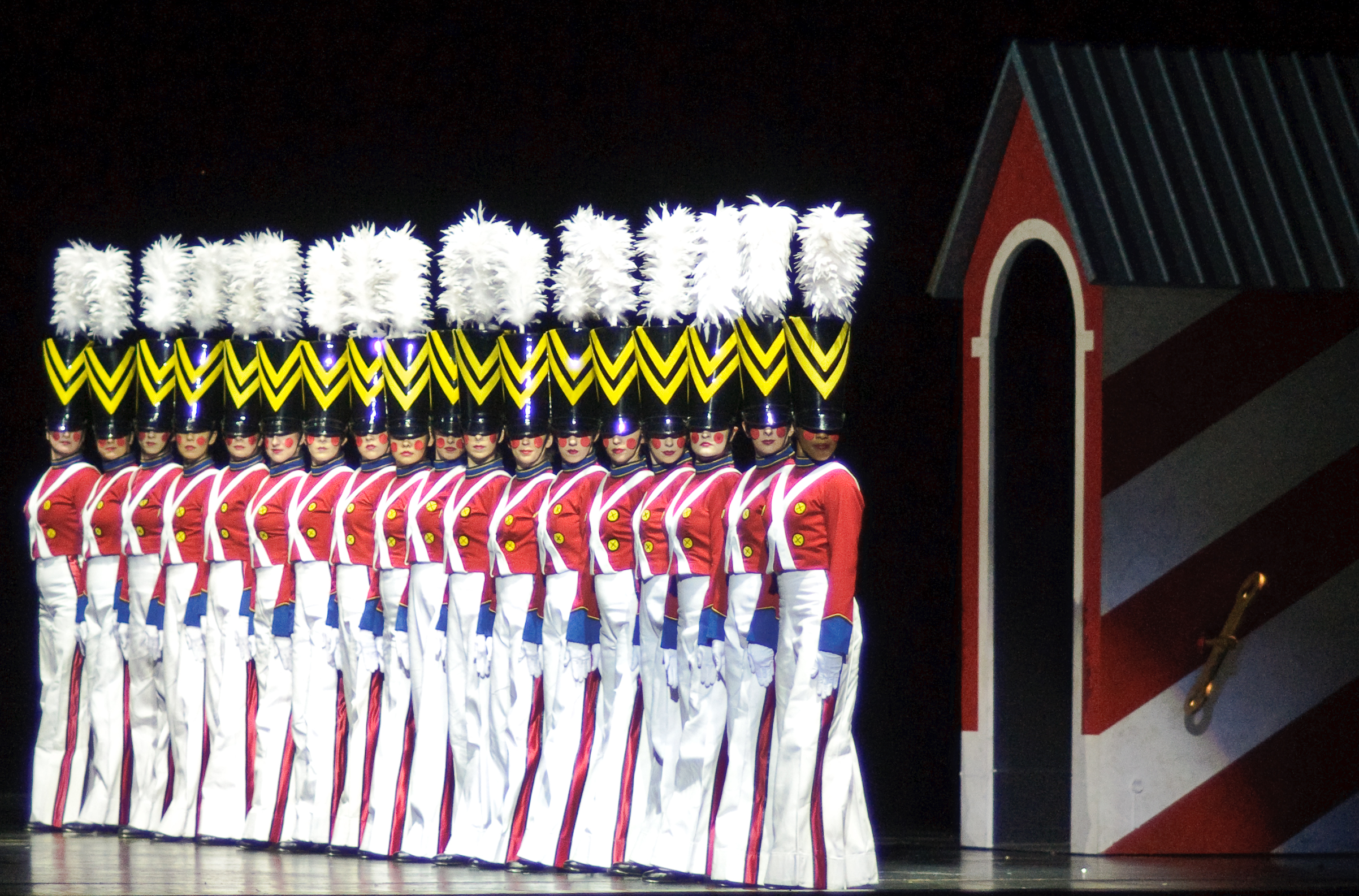
The Rockettes als „Holzsoldaten“ (2009)

Die Parade der Zinnsoldaten (auch bekannt als Die Parade der Holzsoldaten [The Parade of the Wooden Soldiers]) ist eine Komposition von Leon Jessel. Er schrieb das Charakterstück in Form eines unbeschwerten Marsches 1897 zunächst für Klavier.
Veröffentlicht wurde es als Opus 123 im Jahr 1905 in Arrangements für verschiedene Besetzungen und Orchester im Magdeburger Heinrichhofen's Verlag.(siehe Abb.)

## Von den Zinn- zu den Holzsoldaten
Der russische Impresario Nikita Balieff tourte ab 1920 mit seinem Revuetheater La Chauve-Souris (Die Fledermaus) durch Europa und die Vereinigten Staaten, wo er 1922 am Broadway große Erfolge feierte. In einer Ballettnummer karikierte die Truppe eine Legende über Zar Paul I., der angeblich bei einer Parade das Gelände verließ, ohne den Soldaten einen Stoppbefehl erteilt zu haben. So marschierten diese „hölzern“ weiter, bis sie aus Sibirien zurückbeordert wurden. Als Musik zu der Nummer wurde Jessels Parade der Zinnsoldaten gespielt, angesagt wurde der beliebte Auftritt aber als „Parade der Holzsoldaten“ (wooden soldiers), worauf sich dieser Name auch auf die Musik übertrug.
Die Showtanzgruppe The Rockettes hat diese Nummer in ihr Repertoire übernommen und führt sie seit 1933 in ihrer weihnachtlichen Show Christmas Spectacular in der Radio City Music Hall in New York City auf.

## Aufführungen und Aufnahmen
Schon ab 1910 begann die weltweite Verbreitung des Titels. Bereits 1911 erschien bei Zonophone eine Schallplatte der „Zinnsoldaten“ mit russischem Titel, gespielt von einem russischen Orchester. John Philip Sousa spielte den Titel mit seiner Band 1912 im New York Hippodrome.
Paul Whiteman mit seinem Orchester schaffte im April 1923 mit dem Titel sogar einen Nummer-eins-Hit. Außerdem spielten ihn auch Vincent Lopez und Carl Fenton. Auch mit dem Boston Pops Orchestra gibt es zahlreiche Veröffentlichungen. 1933 kam auch ein Betty-Boop-Zeichentrickfilm mit dem Titel Parade of the Wooden Soldiers heraus.(vgl. englische Wikipedia)
1922 schrieb Ballard MacDonald einen englischen Text auf die Melodie, sodass nun auch Aufnahmen für Singstimme und sogar für Männerchor erschienen. The Crystals hatten den Titel in ihrem Repertoire, und Harry Connick junior sang ihn 1993 auf seiner Weihnachts-CD When My Heart Finds Christmas.